# Goswin von der Ropp
Goswin von der Ropp, född 5 juni 1850 i Goldingen, Kurland, död 17 november 1919 i Marburg, var en balttysk friherre och historiker.
Ropp blev 1891 professor i historia vid Marburgs universitet. Han författade arbeten i nordisk medeltidshistoria såsom König Erich der Pommer (1875) och Zur deutsch-skandinavischen Geschichte des 15. Jahrhunderts (1876), varjämte han även utgav den för Skandinaviens historia betydelsefulla aktpublikationen "Hansarecesse 1431-1476" (sju band, 1876-92).